# Limosella longiflora
Limosella longiflora är en flenörtsväxtart som beskrevs av Carl Ernst Otto Kuntze. Limosella longiflora ingår i släktet ävjebroddar, och familjen flenörtsväxter. Inga underarter finns listade i Catalogue of Life.